# Грабовський Петро
Грабовський Петро (пол. Piotr Grabowski; ? — 1625) — польський католицький священик, письменник, автор політичного проекту «Нижня Польща» (1596).

## Життєпис
Був пробощем у Парнаві (Інфляндія), де володів маєтком. За Каспером Несецьким походив зі шляхетської родини гербу Доленга і мав титул пробоща Познанського. Часто бував у закордонних поїздках.

## Проект «Нижня Польща» (1596)
Політичний проект «Нижня Польща» (1596) мав на меті створення в Україні воєнного форпосту Речі Посполитої — польської лицарської колонії задля захисту держави від турецько-татарської загрози, військового і політичного контролю над українськими козаками, а також господарське освоєння українських земель. Грабовський вважав, що лицарська колонія на українських землях («Нижня Польща») політично має підпорядковуватися польському королю та базуватися на суворих соціальних порядках. Її лицарі мають поділятися на знатних (вони матимуть велике землеволодіння, залежних селян і рабів) і безмаєтних лицарів-тиронів, а також зберігати належність до тієї станової верстви, з якої вийшли. Автор проекту припускав можливість доступу до лицарських занять і міщан, які в окремих випадках могли бути нобілітованими. Зазначав, що «Нижня Польща» не повинна утримуватися за рахунок коронного скарбу, оскільки матиме господарство, засноване на праці залежних селян, а також невільників.

### Інші твори
Грабовський публікував також працю «Думка коронного сина» (1595) про оборону Польщі від турецького вторгнення. Йому приписують авторство деяких інших творів, зокрема «Дзеркало Речі Посполитої Польської, поставлене на початку 1598 р.».